# Estación IX
La Estación IX fue una fábrica secreta británica perteneciente al Special Operations Executive (SOE) y que se encargaba de la fabricación de equipamiento especial para los Comandos de fuerzas especiales durante la Segunda Guerra Mundial. Estaba establecida en una mansión llamada The Frythe a unas pocas horas en coche del Norte de Londres cerca de la ciudad de Welwyn. 'The Frythe' era un hotel exclusivo pero fue requisado en agosto de 1939 por la Inteligencia militar Británica.

## Actividades
La Estación fue responsable del desarrollo y producción de armas para el SOE, el cual fue creado en julio de 1940 para dar apoyo en toda la Europa ocupada a las organizaciones de agentes y células de resistencia  y proveerlas de armas y equipamiento especial. La Estación IX era sólo uno de los varios talleres y laboratorios ubicados por toda Inglaterra destinados a este fin. Su oficial al mando era John Dolphin.
Las investigaciones científicas estaban bajo la supervisión del profesor D.M. Newitt y estas investigaciones de alto secreto comprendían la invención y desarrollo de explosivos, vehículos militares y equipamiento, técnicas de sabotaje, camuflaje, guerra biológica y química. En los sótanos de 'The Frythe' pequeñas cabinas y barracones hacían la función de talleres y laboratorios. Las instalaciones eran en general bastante poco usuales. Estaban fuertemente vigiladas por guardias y perros Pastor Alemán y su personal incluía a personal civil como científicos, ingenieros y artesanos (que recibían rango militar) y personal militar de las tres fuerzas que vestían cada uno con sus uniformes e insignias correspondientes.

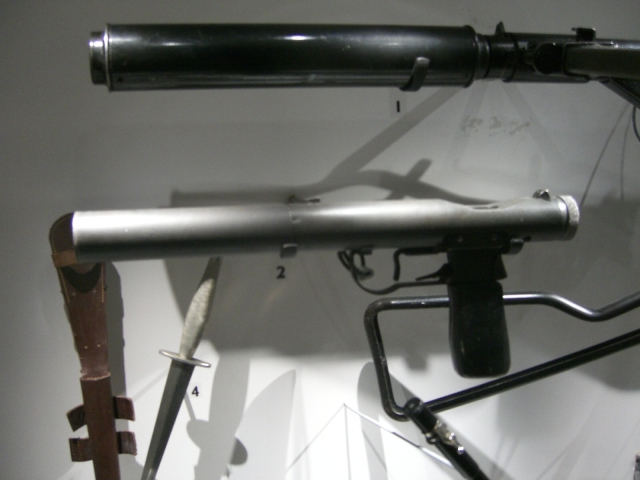
Pistolas Welrod 9mm expuestas en el Museo Imperial de la Guerra en Londres.

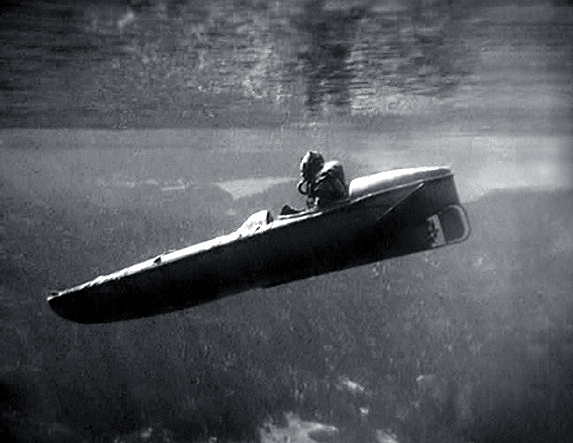
Canoa Sleeping Beauty (Bella durmiente).

A todos los artefactos desarrollados para el SOE en la Estación IX de Welwyn se les asignaba el prefijo "Wel". Así por ejemplo John Dolphin fue el responsable de la "Welbike" y el "Welman", y lideró el desarrollo del "Welfreighter". Uno de los ingenieros más productivos e ingeniosos destinado en la Estación IX fue el Mayor H Q A Reeves quien inventó el "Welrod", el "Sleevegun" y desarrolló entre otras cosas, el silenciador para la ametralladora "Sten", visores nocturnos fluorescentes o la "Welbum".
Todo esto fue hecho público al final de la guerra a través de un documento  para asegurar que se concedían los créditos de las invenciones a las personas correctas.

## Invenciones
- Welrod: Una pistola sencilla de 9mm con silenciador incorporado. Diseñada como arma de ejecución a corta distancia para uso de fuerzas irregulares y grupos de resistencia.
- Sleeve Gun: Un dispositivo con una pequeña arma de fuego que se llevaba ajustado al antebrazo y oculto bajo la manga de la chaqueta o el abrigo. Cuando se estiraba el brazo el arma salía y podía ser disparada.
- Welgun: Un Subfusil básico de diseño simple y fácil de fabricar.
- Welbike: Una pequeña motocicleta diseñada para ser transportada por paracaidistas en sus saltos.
- "Sleeping Beauty": (Bella durmiente) Una canoa motorizada capaz de navegar en superficie y sumergirse bajo el agua. Diseñada para transportar a un submarinista en acciones de sabotaje o reconocimiento.
- Submarino Welman: Minisubmarino individual británico diseñado para ataques contra buques enemigos.
- Welfreighter: Minisubmarino desarrollado para el suministro y desembarco de agentes detrás de las líneas enemigas.
- Welbum: Dispositivo motorizado individual  para impulsar a paracaidistas lanzados en el agua. Consistía en un recipiente metálico aerodinámico sujeto a la espalda del submarinista y que contenía un motor eléctrico y una batería. Impulsado por una hélice de tornillo podía viajar silenciosamente 2 millas a 2 nudos.[5]